# Federico Lafuente
Federico Lafuente López-Elías (Lodosa, provincia de Navarra, 	9 de mayo de 1856 - Toledo, 9 de junio de 1927), periodista, abogado y escritor español, padre del novelista Marcial Lafuente Estefanía.

## Biografía
Nacido el 9 de mayo de 1856 en Lodosa (Navarra), hijo de Mariano Lafuente Delgado y Manuela López Elías. Casado con Adriana Estefanía, fueron padres de Cecilia y Marcial Antonio Lafuente Estefanía.
Fue redactor en algunos periódicos en Madrid y en Toledo, ciudad esta última en que al cabo terminó estableciéndose. Dirigió el periódico Heraldo Toledano y el liberal-conservador El Centro, cuyo propietario era Julián Esteban Infantes y empezó a publicarse los miércoles y sábados desde el 14 de febrero de 1886; también escribió en la revista restauracionista Toledo, publicada desde abril de 1889 a enero de 1890. Fue una revista de calidad de la que sólo salieron 18 números con una importante nómina de colaboradores, muchos de relieve nacional; la mayoría estuvieron firmados por José María Ovejero, Federico Latorre y Rodrigo, Juan Marina (abuelo del filósofo), Juan Moraleda y Esteban, Rodrigo Amador de los Ríos y Juan García Criado. Fue miembro de la Real Academia Hispanoamericana de Ciencias y Artes.
Murió a los 71 años en Toledo, el 9 de junio de 1927.

## Obras
Publicó la leyenda histórica en verso Zayda (Toledo: Imprenta, librería y encuadernación de Menor hermanos, 1886) y un libro con 113 romances, El romancero del Quijote: las famosas aventuras del ingenioso hidalgo Don Quijote de la Mancha, en sencillos romances, hechos a la buena de Dios y con el mejor deseo (Madrid: Librería de Fernando Fe, 1916), que conoció ocho ediciones y estaba adornado con dibujos de Gregorio Valle
También cultivó el teatro, con piezas teatrales como Mártir de honor cuadro dramático histórico en un acto y en verso (Toledo: Menor Hermanos, 1886) y En el crimen el castigo drama en tres actos y en verso (Toledo: R. G. Menor, ¿1898?); en colaboración con Francisco Arechavala y Rodríguez, como Deudas de honor: drama en un acto (Madrid: Impr. de Campuzano, Hnos., 1876) o Revuelta: juguete cómico en un acto, original y en verso (Madrid: Impr. de Campuzano, 1876).
Se acercó a la novela histórica con La concepción de Murillo; Novela histórica original (Madrid: Avrial, 1877) y la novela corta con Los corazones pequeños: novela contemporánea (Madrid: Imp. de La Patria á cargo de F. G. Pérez, 1883) y En el Filandero: cuentos de la montaña, con ilustraciones de José Vera González y Pablo Santamaría (Madrid: Librería de Fernando Fe, 1911)
También escribió literatura infantil Para niños. Tardes grises. Impresiones íntimas en líneas cortas, Madrid: Fidel Giménez, s.a., con ilustraciones de V. Cutanda.

### Narrativa

#### En prosa
- La concepción de Murillo; Novela histórica original (Madrid: Avrial, 1877)
- Los corazones pequeños: novela contemporánea (Madrid: Imp. de La Patria á cargo de F. G. Pérez, 1883)
- En el Filandero: cuentos de la montaña (Madrid: Librería de Fernando Fe, 1911)
- Para niños. Tardes grises. Impresiones íntimas en líneas cortas, Madrid: Fidel Giménez, s.a.

#### En verso
- Zayda (Toledo: Imprenta, librería y encuadernación de Menor hermanos, 1886), leyenda histórica en verso.
- El romancero del Quijote: las famosas aventuras del ingenioso hidalgo Don Quijote de la Mancha, en sencillos romances, hechos a la buena de Dios y con el mejor deseo (Madrid: Librería de Fernando Fe, 1916), ocho ediciones reimpresiones.

### Teatro
- Mártir de honor cuadro dramático histórico en un acto y en verso (Toledo: Menor Hermanos, 1886) *En el crimen el castigo drama en tres actos y en verso (Toledo: R. G. Menor, ¿1898?)
- Con Francisco Arechavala y Rodríguez, Deudas de honor: drama en un acto (Madrid: Impr. de Campuzano, Hnos., 1876)
- Íd., Revuelta: juguete cómico en un acto, original y en verso (Madrid: Impr. de Campuzano, 1876).